# Eupithecia harveyata
Eupithecia harveyata är en fjärilsart som beskrevs av Taylor 1906. Eupithecia harveyata ingår i släktet Eupithecia och familjen mätare. Inga underarter finns listade i Catalogue of Life.